# Microfauna

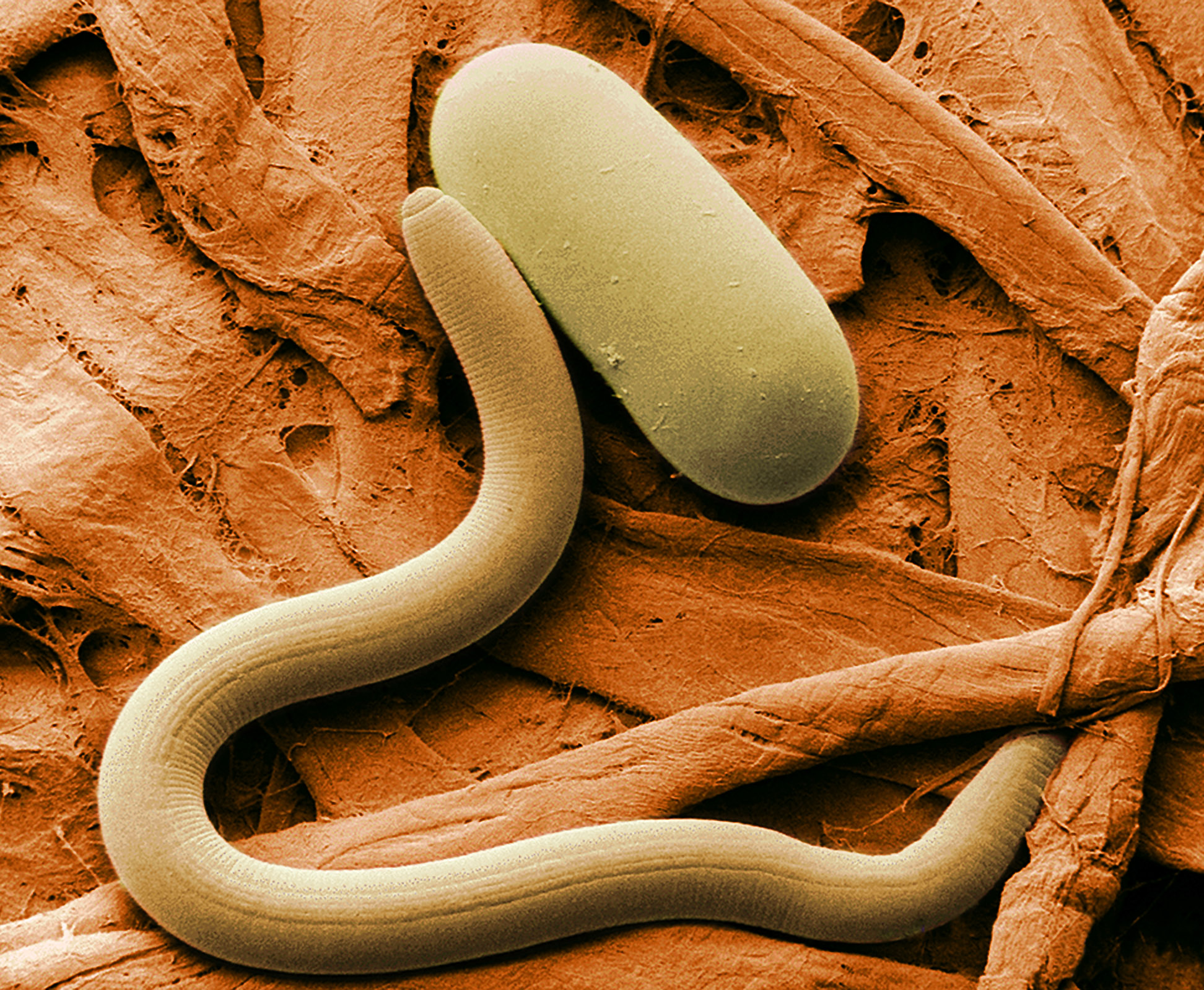
Nematode de la soia i el seu ou.

Microfauna (del grec mikros "petit" + neollatí fauna "animal") es refereix als organismes microscòpics que mostren qualitats semblants a les pròpies dels animals. La microfauna està representada en el regne animal (p.e., nematodes, petits artròpodes) i en el regne dels protists (és a dir, protozous). Això és en contrast amb la microflora la qual junt amb la microfauna, constitueixen la microzoa.

## Hàbitat
La microfauna és present en qualsevol hàbitat del planeta Terra. Omplen papers essencials com a descomponedors de fonts d'aliments en els nivells tròfics inferiors i són necessaris per conduir processos dins organismes més grossos.

## Paper
Un exemple particular és en el sòl, on són importants en el cicle de nutrients de l'ecosistema. La microfauna del sòl (edafofauna) és capaç de digerir pràcticament qualsevol substància orgànica i algunes d'inorgàniques (com el TNT i la goma sintètica).
Aquest organismes sovint són un enllaç essencial en la cadena alimentària entre els productors primaris i les espècies més grosses.Per exemple, el zooplàncton s'alimenta d'algues i detritus dels oceans i són fonts d'aliment per animals com les balenes.
La microfauna també ajuden a la digestió i altres processos en els animals més grossos.

## Cryptozoa
TLa microfauna és la menys coneguda de la vida del sòl per la seva mida petita i gran diversitat. Molta de la microfauna són membres de l'anomenada cryptozoa (que significa animals ocults), animals que romanen sense descripció científica.